# Вересень 2016
Вересень 2016 — дев'ятий місяць 2016 року, що розпочався в четвер 1 вересня та закінчиться в п'ятницю 30 вересня.

## Події
- 1 вересня
  - Щорічне Сонячне затемнення[en], яке можна було спостерігати в Африці.
  - У Флориді (США) на пусковий платформі SLC-40 на мисі Канаверал під час заливання ракетного палива стався вибух ракети Falcon 9. Ракету із супутником ізраїльської компанії «Spacecom Ltd» втрачено, постраждалих немає.[1]
- 2 вересня
  - Дипломатичні джерела підтвердили смерть Президента Узбекистану Іслама Карімова, який правив країною більше 26 років[2].
  - Вибух на міському ринку в філіппінському місті Давао. У результаті 15 людей загинуло, 71 поранено. Відповідальність за вибух взяло на себе терористичне угрупування «Абу Сайяф»[3].
- 4 вересня
  - У Китаї розпочав роботу дводенний саміт «Великої двадцятки».
  - У Гонконзі вперше після протестних акцій 2014 року проходять парламентські вибори[4].
  - У Ватикані мати Терезу, яка уславилась організацією медичної допомоги індійським бідним, урочисто приєднали до святих[5].
- 7 вересня
  - Космічний корабель «Союз ТМА-20М» із трьома космонавтами 47-ї та 48-ї експедицій на МКС успішно повернувся на Землю[6].
  - Стартували Літні Паралімпійські ігри 2016 в Ріо-де-Жанейро.
  - Компанія Apple представила новий смартфон iPhone 7[7].
  - Розгорівся скандал, який вже охрестили Лещенкогейт, пов'язаний з купівлею депутатом-антикорупціонером Сергієм Лещенком великої квартири за незадекларовані кошти[8].
- 8 вересня
  - Єдиний вид роду жираф поділено на чотири види: північна, південна, сітчаста та масайська [9] [10]
  - Американська компанія «Liberty Media» оголосила про купівлю «Формули-1» за $ 8 млрд[11].
  - НАСА запустило космічний апарат «OSIRIS-REx» для дослідження астероїда 101955 Бенну з подальшим поверненням на Землю зразків ґрунту[12].
- 9 вересня
  - У Північній Кореї відбулися п'яті ядерні випробування, вибух 10 кілотон став найпотужнішим в історії КНДР[13].
  - Містом-господарем проведення Євробачення-2017 обрано Київ[14].
  - У результаті катастрофи пасажирського потяга в Іспанії четверо загиблих, 50 отримали травми[15].
- 10 вересня
  - На Венеційському міжнародному кінофестивалі володарем «Золотого лева» став філіппінський фільм «Жінка, яка пішла» режисера Лава Діаса[16].
- 11 вересня
  - Парламентські вибори в Білорусі та Хорватії.
  - У Танзанії відбувся землетрус магнітудою 5,7 бали. Щонайменше 13 людей загинули та близько двохсот отримали поранення[17].
  - На Відкритому чемпіонаті США з тенісу переможницею серед жінок уперше стала німкеня Анджелік Кербер[18].
- 12 вересня
  - На Відкритому чемпіонаті США з тенісу переможцем серед чоловіків вперше став швейцарець Стен Вавринка[19].
  - У результаті повені в Північній Кореї загинуло понад 130 людей, майже 400 вважаються зниклими безвісти, ще близько 107 тис. людей були змушені покинути свої будинки, розташовані вздовж річки Туманна[20].
  - У Південній Кореї найпотужніший землетрус в історії країни — магнітудою 5,8 балів. Даних про жертви і руйнування не надходило[21].
- 13 вересня
  - На Всесвітній шаховій олімпіаді чоловіча збірна завоювала срібло, (золото — у американської збірної), жіноча — бронзу (золото — у збірної Китаю, срібло — Польщі)[22].
  - У Нью-Йорку відкрилася 71-ша Генеральна Асамблея ООН. В її роботі очікується участь Президента України Петра Порошенка[23].
- 15 вересня
  - Китай запустив ракету-носій з орбітальним модулем «Тяньгун-2», до якого в жовтні повинен пристикуватися пілотований космічний корабель[24].
  - Союз європейських футбольних асоціацій (УЄФА) вибрав Київ для проведення фіналу Ліги чемпіонів у 2018 році. Матч пройде на стадіоні НСК «Олімпійський»[25].
  - У Києві відкрилася триденна 13-та міжнародна щорічна конференція YES'2016.
- 17 вересня
  - Український письменник Роман Іваничук помер у Львові на 88-му році життя[26].
- 18 вересня
  - Українська паралімпійська команда здобула 41 золоту, 37 срібних та 39 бронзових медалей і вперше піднялася на третє місце в медальному заліку [27].
  - У Києві на Дніпрі трагічно загинув заступник глави Адміністрації Президента Андрій Таранов. Він керував гідроциклом та зіткнувся з риболовецьким судном[28].
  - Українець Олександр Усик завоював титул чемпіона світу з боксу за версією WBO у першій важкій вазі[29].
  - Вибори до Державної думи Росії 2016. Україна закликала не визнавати результати російських виборів у Криму[30].
  - Відбулася 68-ма церемонія вручення нагород «Еммі», найкращим телевізійним фільмом названо «Шерлок», найкращим комедійним серіалом — Віце-президент, найкращим драматичним — «Гра престолів».
- 19 вересня
  - На саміті ООН представники 193-х країн схвалили Нью-Йоркську декларацію у справах біженців і мігрантів[31].
  - Томас Бах став першим з 1984 року головою МОК, хто взагалі не відвідав Паралімпійські ігри [32] [33].
- 20 вересня
  - Україна не визнала повноважень новообраної Державної Думи Росії[34].
- 22 вересня
  - Yahoo! заявила про викрадення даних 500 млн користувачів[35][36].
- 24 вересня
  - На території України відчувалися підземні поштовхи, епіцентр землетрусу був розташований у Румунії в зоні Вранча. В епіцентрі магнітуда землетрусу склала 5,7 бали за шкалою Ріхтера, в Одеській області — 3-4 бали[37].
- 26 вересня
  - На екстреному засіданні Ради безпеки ООН США звинуватили Росію у варварстві через бомбування сирійського міста Алеппо[38].
- 27 вересня
  - У результаті виверження вулкана Ринджані на острові Ломбок в Індонезії влада проводить масову евакуацію. Також проводять пошуки декількох сотень зниклих туристів[39].
- 28 вересня
  - Міжнародна слідча комісія заявила про незаперечні докази того, що лайнер Boeing 777 авікомпанії Malaysia Airlines був збитий 17 липня 2014 року ракетою серії 9М38 зенітно-ракетного комплексу «Бук», який був завезений на територію України, контрольовану терористами ДНР, з території Російської Федерації[40].
  - На 94-му році життя в лікарні біля Тель-Авіва помер екс-президент Ізраїлю лауреат Нобелівської премії миру Шимон Перес[41]. Президент Реувен Рівлін перервав візит до України [42].
- 29 вересня
  - В Україні відбулися заходи з нагоди 75-тої річниці подій у Бабиному Яру. До України прибула низка іноземних делегацій, зокрема президента Європейської Ради Дональд Туск[43].
  - Верховний суд РФ визнав «законною» заборону Меджлісу кримськотатарського народу в окупованому Криму, що викликало різку критику політиків різних країн[44].
- 30 вересня
  - Космічний апарат «Розетта» завершив 12-річну місію, здійснивши жорстку посадку на поверхню комети Чурюмова-Герасименко[45].
  - Набрала чинності судова реформа в Україні[46].